# Kolenchyma

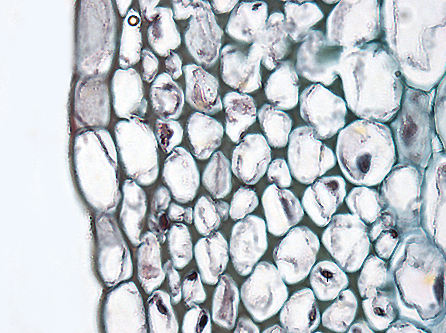
Komórki kolenchymy

Kolenchyma (zwarcica) – tkanka roślinna wzmacniająca złożona z komórek żywych, elastycznych i wydłużonych, otoczonych niezdrewniałą celulozowo-pektynową ścianą. Komórki mogą zawierać chloroplasty, chociaż nie należą do tkanek asymilacyjnych. W ścianie komórkowej występują zwykle nierównomierne zgrubienia. Zwykle komórki kolenchymy ściśle do siebie przylegają. Pomimo znacznej grubości ściany komórkowe kolenchymy pozostają elastyczne, co umożliwia wzrost rośliny na długość. Czasem w skład ściany komórkowej wchodzi oprócz celulozy protopektyna, zdolna do pęcznienia.
Wyróżnia się następujące rodzaje kolenchymy:
- kolenchymę kątową, mającą wzmocnienia celulozowo-pektynowe w narożnikach – występuje np. u Solanum tuberosum, Salvia sclarea,
- kolenchymę płatową, mającą wzmocnienia na stycznych powierzchniach kolejnych warstw komórek np. u Sambucus nigra,
- kolenchymę lukową, będącą odmianą kolenchymy kątowej, wzmocnienia w kątach komórek otaczają przestwór międzykomórkowy tworząc rurkę, widoczną na przekroju w formie „luki”,
- kolenchymę włóknistą o ścianach równomiernie zgrubiałych.

Jest to tkanka pierwotna, czyli wytwór merystemów pierwotnych.
Jej komórki mogą często różnicować się w merystemy wtórne, gł. tkankę korkotwórczą.
Kolenchyma występuje przede wszystkim w peryferycznych partiach łodyg lub ogonków liściowych (szybko rosnących częściach rośliny), rzadziej w korzeniu. Chroni te organy od złamania oraz nadaje im niezbędną odporność mechaniczną. Bardzo rzadko występują przestwory – tzw. kolenchyma luźna.